# Gornām
Gornām (persiska: گرنام) är en ort i Iran.   Den ligger i provinsen Mazandaran, i den norra delen av landet, 230 km öster om huvudstaden Teheran. Gornām ligger 1 373 meter över havet och antalet invånare är 262.
Terrängen runt Gornām är kuperad. Runt Gornām är det ganska tätbefolkat, med 72 invånare per kvadratkilometer. Närmaste större samhälle är Nez̧ām Maḩalleh, 15,9 km norr om Gornām. Trakten runt Gornām består till största delen av jordbruksmark.